# توطئه تروریستی ۲۰۲۴ وین
در اوت ۲۰۲۴، یک توطئه تروریستی به پشتیبانی گروه افراطی جهادگرای داعش که کنسرت خواننده-ترانه‌سرای آمریکایی تیلور سوئیفت را در ورزشگاه ارنست هاپل وین (پایتخت اتریش) هدف قرار داده بود، کشف و خنثی شد. سه مرد ۱۷، ۱۸ و ۱۹ ساله به دلیل دست داشتن در توطئه‌ای که قصد آن قتل‌عام شرکت‌کنندگان کنسرت و همچنین تماشاچیان در مجاورت استادیوم بود، دستگیر شدند.
سه کنسرت تور دوره‌ها، ششمین تور کنسرتی سوئیفت، قرار بود از ۸ تا ۱۰ اوت ۲۰۲۴ در ورزشگاه ارنست هاپل برگزار شود، که نخستین کنسرت سوئیفت در اتریش محسوب می‌شد. فروش بلیت‌ها در ژوئیه ۲۰۲۳ آغاز شد و هر سه تاریخ در همان چند ساعت نخست فروخته شدند و لقب سریع‌ترین و بزرگ‌ترین فروش بلیت در تاریخ اتریش را گرفت. انتظار می‌رفت که بیش از ۲۰۰٫۰۰۰ نفر در نمایش‌ها در محوطه استادیوم شرکت کنند. پلیس مظنون نخست را یک روز پیش از نخستین نمایش دستگیر کرد و اظهار داشت که کنسرت‌ها می‌توانند طبق برنامه با تدابیر امنیتی بیشتر ادامه پیدا کنند. با این حال، پس از دستگیری مظنون دوم و تأیید دولت اتریش از طرح تروریستی گسترده، شریک سوئیفت یعنی باراکودا میوزیک، کنسرت‌ها را برای مدت نامعلومی لغو کرد—تصمیمی که توسط صدراعظم اتریش کارل نهامر مورد استقبال قرار گرفت.
مقامات اظهار داشتند مظنونان که همگی نوجوان هستند، به صورت آنلاین افراطی شده بودند و مشخص شد که مواد شیمیایی انفجاری، اقلام تیغه‌دار، دستگاه‌های مرتبط با القاعده، پول‌های تقلبی و یک خودرو مجهز به آژیر پلیس برای سازماندهی حمله انتحاری در اختیار داشته‌اند. پلیس فدرال اتریش، ئی‌کی‌او کبرا، جامعه اطلاعاتی ایالات متحده آمریکا و یوروپل برای خنثی‌سازی این توطئه با هم مشارکت داشتند.